# Cornélio Procópio (gemeente)
Cornélio Procópio is een gemeente in de Braziliaanse staat Paraná. Het gebied is 625 km2 groot en telde in 2008 48.427 inwoners.
De plaats is zetel van het rooms-katholieke bisdom Cornélio Procópio.